# Brouains
Brouains ist eine französische Gemeinde mit 140 Einwohnern (Stand: 1. Januar 2022) im Département Manche in der Region Normandie. Sie gehört zum Arrondissement Avranches und zum Kanton Le Mortainais.

## Geografie
Die Sée bildet im Norden die Gemeindegrenze zu Beauficel. Auf der Seite von Brouains verläuft auch die Départementsstraße D 911 als Umfahrungsstraße. Weitere Nachbargemeinden sind Sourdeval im Osten und Südosten, Juvigny les Vallées im Südwesten und Westen sowie Perriers-en-Beauficel im Nordwesten.

## Bevölkerungsentwicklung
| Jahr      | 1962 | 1968 | 1975 | 1982 | 1990 | 1999 | 2008 | 2018 |
| --------- | ---- | ---- | ---- | ---- | ---- | ---- | ---- | ---- |
| Einwohner | 395  | 330  | 306  | 260  | 242  | 213  | 191  | 136  |

## Sehenswürdigkeiten
- Kirche Notre-Dame
- Flurkreuz

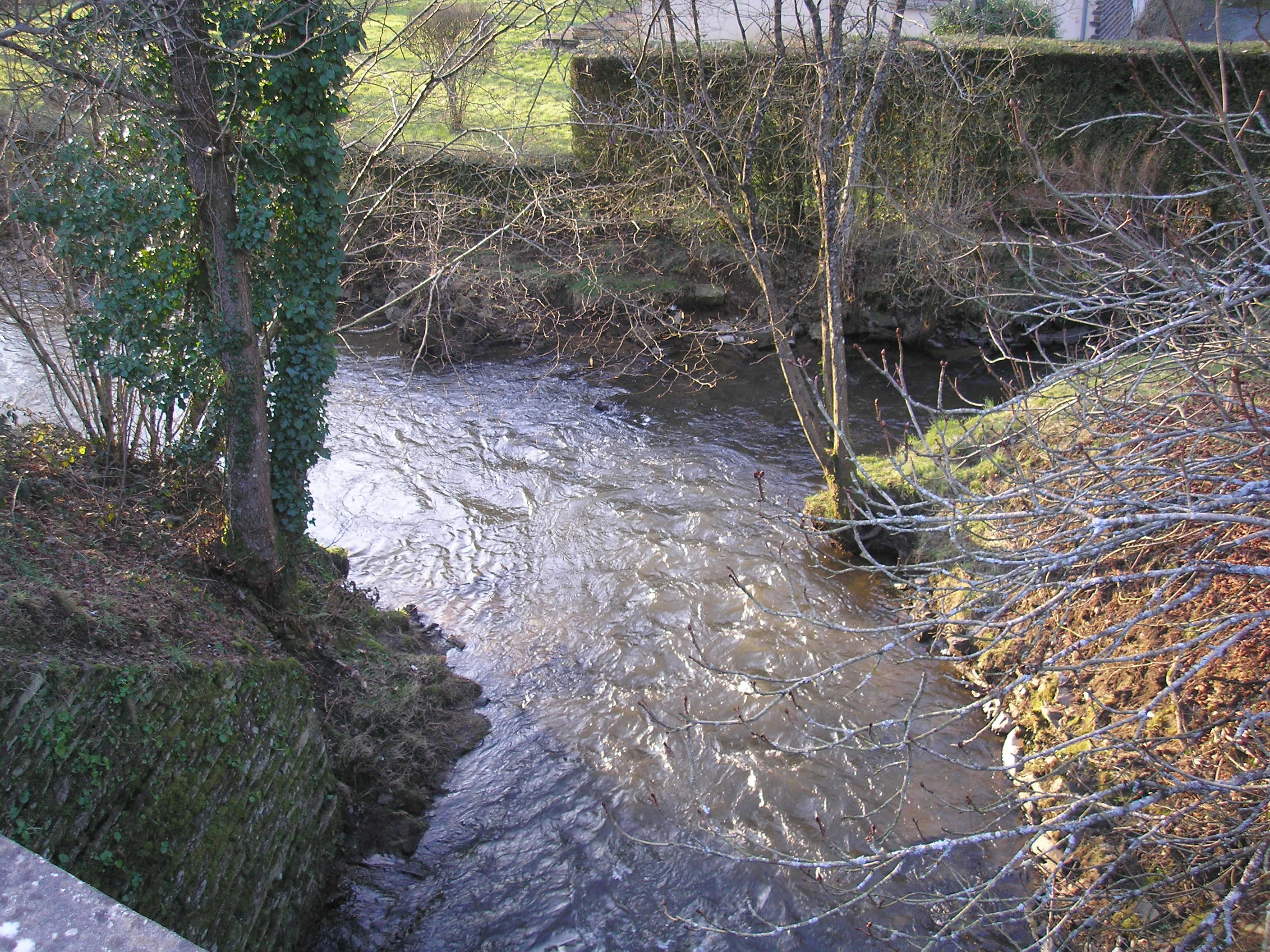
Die Sée zwischen Brouains und Beauficel
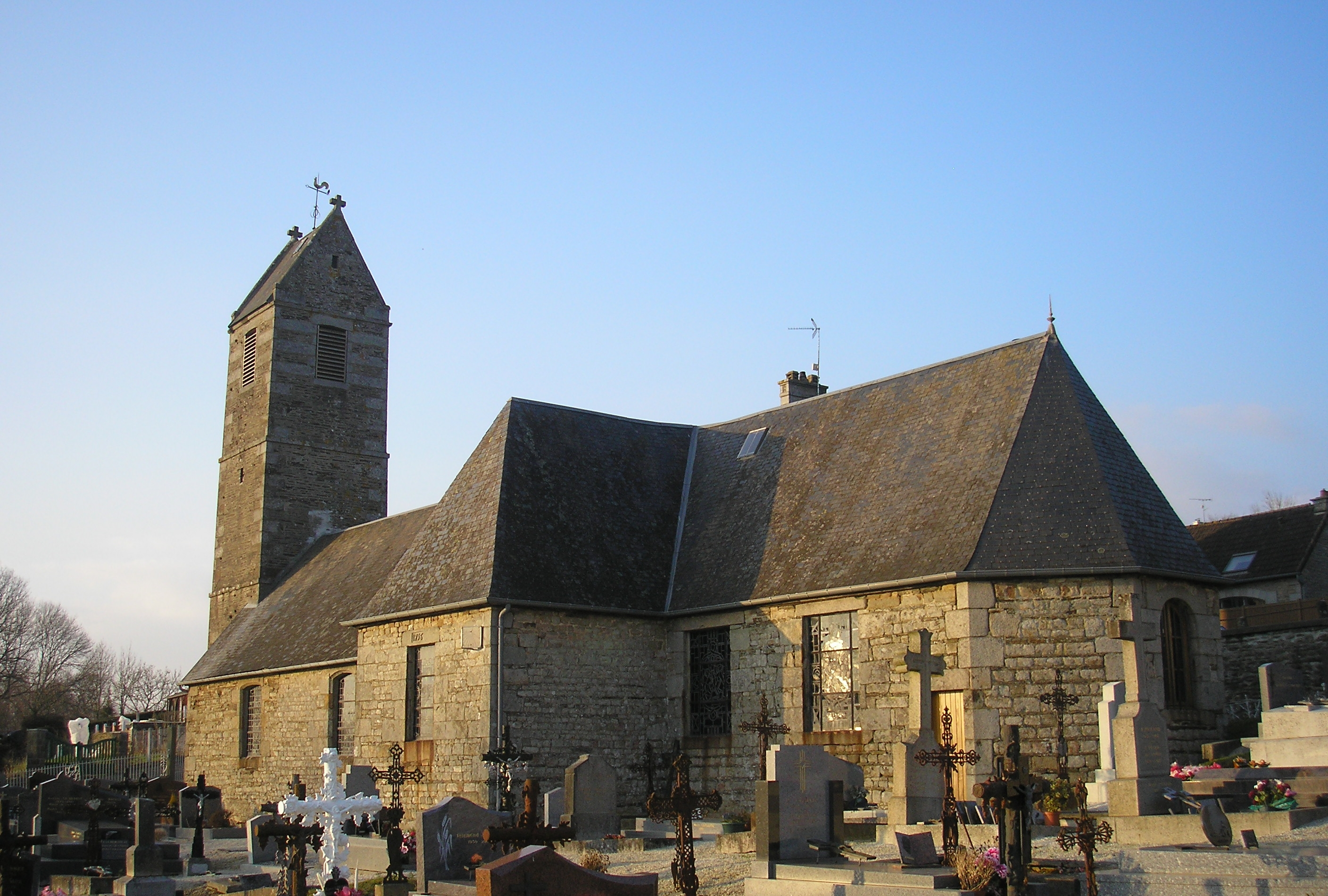
Kirche Notre-Dame
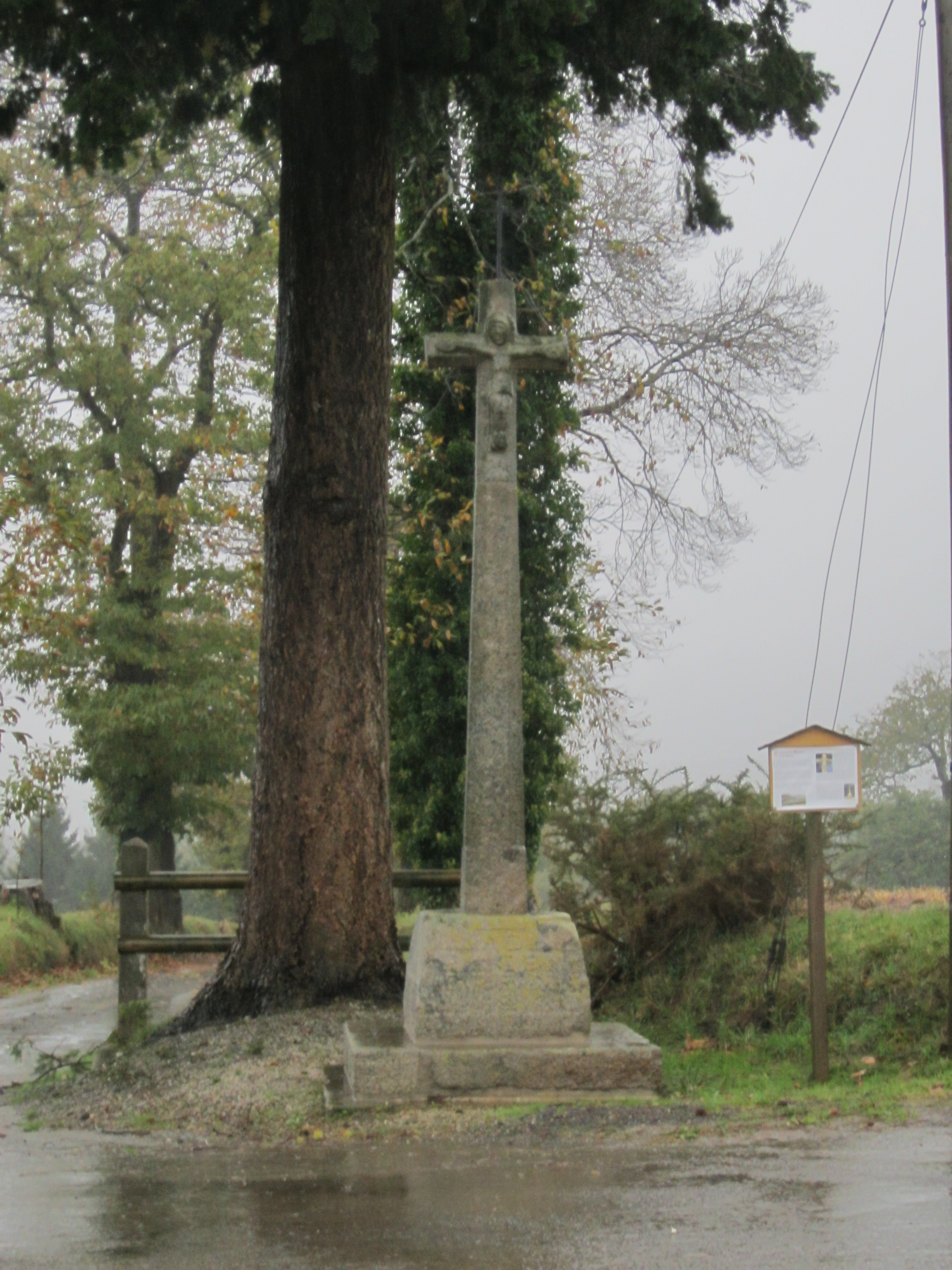
Flurkreuz